# (34323) 2000 QN198
2000 QN198 (asteroide 34323) é um asteroide da cintura principal. Possui uma excentricidade de 0.12346920 e uma inclinação de 4.14988º.
Este asteroide foi descoberto no dia 29 de agosto de 2000 por LINEAR em Socorro.